# Третя військово-повітряна зона (1984)
Третя військово-повітряна зона (ново — ТВПЗ) — термін, який використовується в романі Джорджа Оруелла 1984 як назва території сьогоднішньої Англії. За інформацією, наданою в романі можна дізнатися, що військово-повітряних зон всього чотири і вони знаходяться на території Англії, Шотландії, Уельсу і Північної Ірландії.

## Географія

### Ландшафт та річки
Географічно ТВПЗ включає центр та дві третини півдня острова Велика Британія, а також такі офшорні острови як Вайт і Сіллі. Більшість ландшафту ТВПЗ складається з низьких пагорбів і рівнин, з гірської місцевості на півночі та заході країни. Північні узгір'я включають Пеннінські гори, ланцюжок височин, що розділяють Схід і Захід, гори Озерного краю в Камбрії та Чевіот-Гіллз. Найвища точка в ТПВЗ Скофелл-Пайк, має висоту 978 метрів і знаходиться в Озерному краї. Дартмур та Ексмур — два високогірних райони на південному заході країни. Орієнтовна лінія поділу між типами місцевості часто називається лінією Tees-Exe. У геологічному плані Пенніни є найдавнішим гірським поясом у країні, що з'явилися наприкінці Палеозойської ери (близько 300 мільйонів років тому). Їх геологічна композиція включає, серед іншого, пісковик і вапняк, а також вугілля. Існують карстові ландшафти в кальцитових областях, такі як частини Йоркширу і Дербіширу. Ландшафт Пеннінів — високий болотистий масив на високогірних ділянках, порізаний родючими долинами річок регіону. Там знаходяться два національні парки, Йоркшир-Дейлз і Пік-Дистрикт. У Західній частині країни, Дартмур і Ексмур на південно-західному півострові включають верхові болота, підтримувані гранітом, і мають м'який клімат; обидва є національними парками.

## Історія
Раніше територія ТПЗ називалася Англією, але після початку громадянської війни, під час якої до влади прийшла соціалістична партія Ангосц, адміністративно-територіальний поділ Англії було змінено таким чином, що Англія як регіон перетворилася в військово-повітряну зону, що привело до нескінченних боїв між Океанією і Євразією на території новоствореної військово-повітряної зони.